# Hoa kép
Hoa kép hay hoa đôi (danh pháp hai phần: Linnaea borealis) là một loài cây bụi nhỏ mọc trong các đồng rừng ở khu vực ven Bắc cực, loài duy nhất trong chi Linnaea. Theo các phân loại cũ thì chi này được coi thuộc về họ Kim ngân nghĩa rộng (Caprifoliaceae sensu lato), còn theo quan điểm của phát sinh loài thì nó thuộc về họ họ Hoa kép (Linnaeaceae) của chính nó. Thân của cây hoa kép mảnh dẻ, có lông tơ và bò xoài trên mặt đất, dài tới 20–40 cm, với các lá hình ôvan thường xanh mọc đối dài 3–10 mm và rộng 2–7 mm. Đoạn thân ra hoa mọc thẳng đứng, cao 4–8 cm, không có lá, ngoại trừ tại phần gốc của đoạn thân này; các hoa mọc thành cặp đôi, rủ xuống, dài 7–12 mm, màu hồng nhạt với tràng hoa 5 thuỳ.
Tên gọi hoa kép là do các hoa mọc thành cặp đôi. Nó là một trong số rất ít loài được đặt tên khoa học theo tên Carl Linnaeus. Tên gọi Linnaea được thầy giáo của Linnaeus là Jan Frederik Gronovius đặt ra năm 1737. Người ta nói rằng nó là loài hoa yêu thích của Linnaeus; ông đã coi loài hoa này là biểu tượng cá nhân của chính mình khi ông được tấn phong tước hiệu quý tộc tại Thụy Điển năm 1757. Về nó, Linnaeus đã nói rằng "Linnaea được Gronovius đáng kính đặt tên và nó là loài cây của Lapland, [một loài cây] tầm thường, không quan trọng, không ai để ý tới, ra hoa trong một thời gian ngắn - từ [tên gọi của] Linnaeus, người có sự tương đồng với nó".
Loài cây này sinh sống tại khu vực ven Bắc cực trong các khu rừng ẩm ướt cận Bắc cực tới các khu rừng ôn đới lạnh, nhưng cũng kéo dài về phía nam tới các khu vực miền núi cao ở châu Âu về phía nam dãy núi Alps, tại châu Á về phía nam tới miền bắc Nhật Bản, và tại Bắc Mỹ về phía nam tới miền bắc California, Arizona ở phía tây, cũng như Tennessee (dãy núi Appalaches) ở phía đông. Hoa kép là biểu trưng của tỉnh Småland, Thụy Điển, quê hương của Linnaeus. Tên khoa học của hoa kép cũng là tên gọi phổ biến cho nữ giới tại Thụy Điển (Linnéa hay Linnea).

## Phân loài
Người ta công nhận ba phân loài hoa kép:
- Linnaea borealis borealis - châu Âu
- Linnaea borealis americana - Bắc Mỹ
- Linnaea borealis longiflora - châu Á

## Hình ảnh

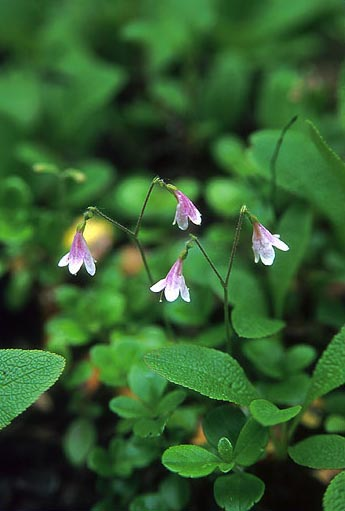
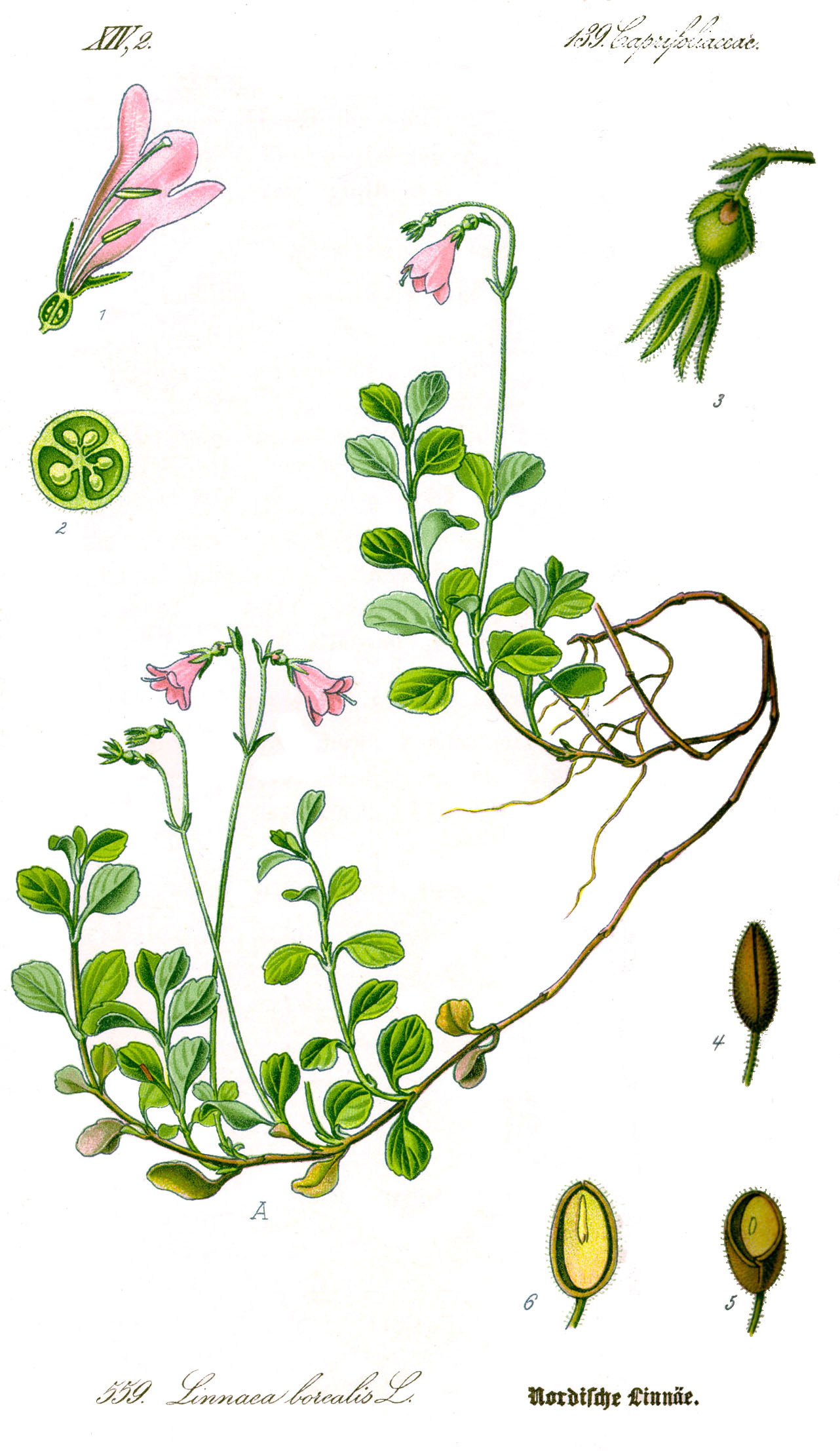